# Delle (Wald)
Delle ist ein Wohnplatz im Solinger Stadtteil Wald. Von dem Ort hat die Deller Straße südlich der Fuhr ihren Namen, an der der Ort heute in der geschlossenen Wohn- und Gewerbebebauung aufgegangen ist.

## Geographie
Delle liegt im Osten des Solinger Stadtteils Wald, der ehemalige Hof befand sich ungefähr an der Einmündung des Fallerslebenweges in die Deller Straße. Der Ort wird nach Süden und Westen hin durch den Verlauf der Korkenziehertrasse begrenzt, die teilweise auf einem Damm verläuft. Hinter dem westlich gelegenen Bahndamm liegen Schneppert, Stübben und Westersburg. Auf dem weitläufigen Gelände zwischen Strauch im Süden und Delle erstreckt sich heute das Gewerbegebiet Wald Bahnhof, die Delle dominieren darum heute Gewerbe- und Industriebauwerke. Nach Norden in Richtung Fuhr sowie nach Osten in Richtung Hahnenhaus befinden sich dagegen überwiegend Wohngebäude oder vereinzelte Freiflächen.  

## Etymologie
Der Flurname Delle kommt im Bergischen Land mehrfach vor, so zum Beispiel in Delle (Wuppertal) oder Delle (Höhscheid). Das Wort Delle entstammt einem geografischen Kontext, es steht nämlich für eine Bodensenkung oder ein kleines Tal. Die Walder Delle liegt in einer kleinen Talsenke zwischen Strauch und der Fuhr.

## Geschichte
Über die Ursprünge des Ortes Delle ist kaum etwas bekannt. In dem Kartenwerk Topographia Ducatus Montani von Erich Philipp Ploennies, Blatt Amt Solingen, aus dem Jahre 1715 ist der Ort mit einer Hofstelle verzeichnet und als Dell benannt. Der Hof gehörte zur Honschaft Itter innerhalb des Amtes Solingen. Die Topographische Aufnahme der Rheinlande von 1824 verzeichnet den Ort als Dellen und die Preußische Uraufnahme von 1844 als In der Delle. In der Topographischen Karte des Regierungsbezirks Düsseldorf von 1871 ist der Ort als Delle verzeichnet.
Nach Gründung der Mairien und späteren Bürgermeistereien Anfang des 19. Jahrhunderts gehörte Delle zur Bürgermeisterei Wald, dort lag er in der Flur II. (Holz). 1815/16 lebten 17, im Jahr 1830 20 Menschen im als Weiler bezeichneten Delle. 1832 war der Ort Teil der Ersten Dorfhonschaft innerhalb der Bürgermeisterei Wald. Der nach der Statistik und Topographie des Regierungsbezirks Düsseldorf als Hofstadt kategorisierte Ort besaß zu dieser Zeit drei Wohnhäuser und ein landwirtschaftliches Gebäude. Zu dieser Zeit lebten 16 Einwohner im Ort, allesamt evangelischen Bekenntnisses. Die Gemeinde- und Gutbezirksstatistik der Rheinprovinz führt den Ort 1871 mit drei Wohnhäusern und elf Einwohnern auf. Im Gemeindelexikon für die Provinz Rheinland von 1888 werden für Delle drei Wohnhäuser mit 21 Einwohnern angegeben. 1895 besitzt der Ortsteil drei Wohnhäuser mit 24 Einwohnern.
Im Jahre 1887 wurde am Ort vorbei die Bahnstrecke Solingen–Wuppertal-Vohwinkel trassiert, der Bahnhof Solingen-Wald mit seinen umfangreichen Gleisanlagen befand sich in Höhe Strauchs unmittelbar südlich von Delle. Infolge der Nähe zum Bahnhof nahm der Verkehr von Pferdefuhrwerken bei Delle rasch zu. Im Jahre 1916 wurde aufgrund der Problematik der niveaugleichen Kreuzung von Straße und Schiene im Norden des Bahnhofes die Verkehrsführung am Fallerslebenweg geändert und zur Querung der Schienen eine Brücke errichtet. Mit der Städtevereinigung zu Groß-Solingen im Jahre 1929 wurde Delle ein Ortsteil Solingens. Ab den 1930er Jahren siedelten sich auch zunehmend Industrieunternehmen bei Delle in der Nähe des Bahnhofes an, nachdem die unmittelbar angrenzenden Flächen in Strauch allmählich belegt waren. Das flächenmäßige Wachstum der an der Delle ansässigen Betriebe dauerte bis in die 1990er Jahre an. 

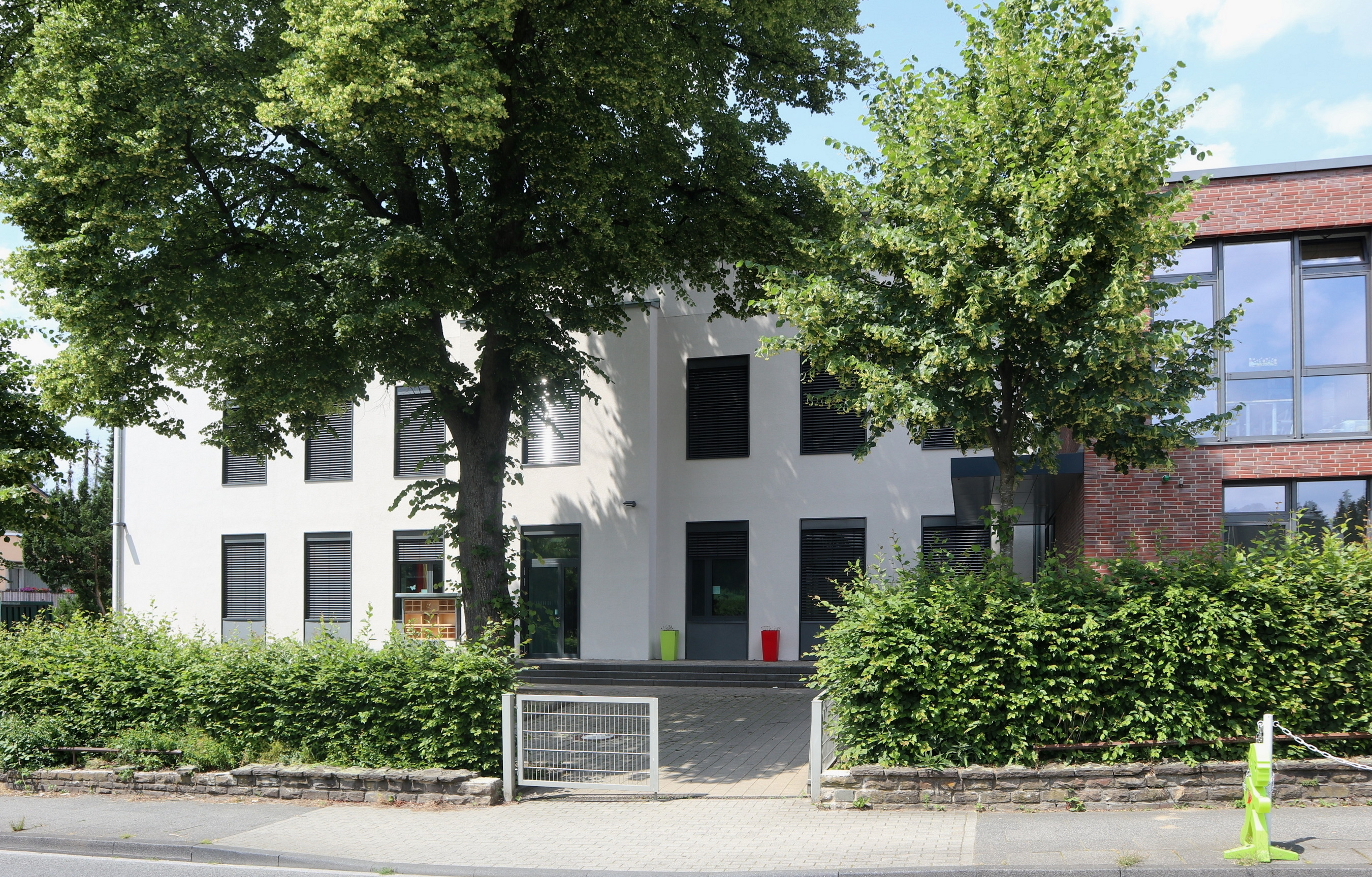
Erika-Rothstein-Schule an der Deller Straße

An der Delle wurde außerdem im Jahre 1898 der Grundstein für eine katholische Volksschule gelegt. Das zweistöckige Schulhaus an der Deller Straße wurde am 1. Mai 1899 eingeweiht, die Schule in den Folgejahren kontinuierlich erweitert. Im Jahre 1939 zog die Comeniusschule in das Gebäude ein, das bei Luftangriffen auf Solingen-Wald im Zweiten Weltkrieg von Bomben schwer getroffen wurde. Es wurde jedoch wieder aufgebaut und in den 1970er Jahren um einen Anbau erweitert. Im Jahre 2013 wurde die Comeniusschule mit der Höhscheider Pestalozzischule zusammengelegt, die Dependance an der Deller Straße blieb jedoch erhalten. Im Sommer 2016 wurde die Schule in Erika-Rothstein-Schule umbenannt in Gedenken an die langjährige Solinger Ratsherrin und ehrenamtliche Bürgermeisterin. Nach einer grundhaften Sanierung und Erweiterung konnte das Schulgebäude ab 2020 wieder genutzt werden.
Die 1916 in Delle errichtete Brücke über die Korkenziehertrasse am Fallerslebenweg wurde nach jahrelangem Sanierungsstau im Jahr 2015 für Autos gesperrt. Sie wurde im Januar 2021 ersatzlos abgerissen.